# Olenecamptus senegalensis
Olenecamptus senegalensis là một loài bọ cánh cứng trong họ Cerambycidae.